# 60 (nombre)
Cet article concerne le nombre 60. Pour les années, voir 60, 1960 et 60 av. J.-C. Pour les lignes de transports en commun voir Ligne 60 .
Le nombre 60 (soixante) est l'entier naturel qui suit 59 et qui précède 61.

## En mathématiques
Le nombre 60 est :
- un nombre hautement composé,
- un nombre refactorisable,
- un nombre unitairement parfait,
- un nombre Harshad en base dix,
- le plus petit nombre divisible par les nombres de 1 à 6 (il n'existe pas de nombre plus petit divisible par les nombres de 1 à 5),
- le plus petit nombre ayant exactement 12 diviseurs,
- un nombre hautement  brésilien, c'est le plus petit nombre à être cinq fois brésilien (ou 5-brésilien) avec 60 = 669 = 5511 = 4414 = 3319 = 2229,
- la somme d'une paire de nombres premiers jumeaux (29 + 31) et de quatre nombres premiers consécutifs (11 + 13 + 17 + 19),
- un nombre pyramidal heptagonal,
- l'ordre du plus petit groupe simple non abélien : le groupe alterné sur 5 éléments (tout groupe simple d'ordre 60 lui est isomorphe),
- la mesure en degrés des angles internes d'un triangle équilatéral,
- la base du système sexagésimal, qui était utilisé en numération mésopotamienne et demeure dans les mesures du temps et des angles.

Le cycle sexagésimal joue un rôle dans la numération chinoise et en numérologie.

## Dans d'autres domaines
Le nombre 60 est aussi :
- l'âge atteint par un sexagénaire,
- le numéro atomique du néodyme,
- le numéro de la sourate Al-Mumtahina dans le Coran,
- le numéro du département français de l'Oise,
- le nombre d'années de mariage des noces de diamant,
- le nombre de secondes dans une minute,
- le nombre de minutes dans une heure.